# Kadosh
Ne doit pas être confondu avec Chevalier Kadosh.
Pour plus de détails, voir Fiche technique et Distribution.
Kadosh (en hébreu קדוש), est un film franco-israélien, réalisé par Amos Gitaï et sorti le 1er septembre 1999.

## Synopsis
Kadosh (qui signifie "sacré" en hébreu) se déroule dans Méa Shéarim, le quartier juif ultra orthodoxe de Jérusalem. Meïr et Rivka, sont mariés depuis dix ans, ils s'aiment passionnément mais doivent divorcer parce qu'ils n'ont pas d'enfant. De son côté, Malka, la sœur de Rivka, est amoureuse de Yaakov qui a choisi de vivre en dehors de la communauté, ce qui est mal vu.
C'est le rabbin qui va trancher : Malka épousera Yossef, son fidèle assistant. Quant à Meïr, il doit répudier Rivka, épouser Haya, et assurer sa descendance.
Rivka sombre dans la solitude, Malka, elle, va se rebeller.

## Fiche technique
- Titre : Kadosh
- Titre original : Kadosh
- Réalisation : Amos Gitaï
- Scénario : Amos Gitaï, Éliette Abécassis et Jacky Cukier
- Musique : Louis Sclavis, Michel Portal, Charlie Haden
- Décors : Miguel Markin
- Costumes : Laura Dinolesko
- Photographie : Renato Berta
- Son : Michel Kharat
- Montage : : Monica Coleman
- Production: Michel Propper, Amos Gitai
- Sociétés de production : Agav Hafakot, M. P. Productions et Le Studio Canal+
- Société de distribution : Océan Films
- Genre : comédie dramatique
- Durée :  110 minutes
- Date de sortie : 1999

## Distribution
- Yaël Abecassis : Rivka
- Yoram Hattab : Meir
- Meital Barda : Malka
- Uri Ran Klauzner : Yossef
- Sami Hori : Yaakov
- Yussuf Abu-Warda : Rav Shimon

## Distinction

### Récompenses
- British Independent Film Award du meilleur film étranger

### Nominations
- 1999 : Ophir du meilleur réalisateur et Ophir du meilleur scénario (avec Eliette Abecassis)